# Suakin
Suakin (en árabe: سواكن‎) es un puerto situado al noreste de Sudán, en el mar Rojo. Antiguamente fue el puerto más importante de la región; hoy, sin embargo, ostenta una posición secundaria tras Puerto Sudán, que se localiza unos 50 kilómetros al norte. La antigua ciudad, construida con coral y que tiene el dudoso privilegio de ser el último lugar en que se practicó la trata de esclavos, se encuentra en ruinas. Un servicio de ferries enlaza diariamente Suakin con Jeddah en Arabia Saudita.
Durante la Edad Media, Suakin fue un puerto importante; existe un buen número de referencias a mercaderes venecianos residentes en Suakin y Massawa durante el siglo XIV. O. G. S. Crawford creía que esta ciudad fue un centro de la Cristiandad durante el siglo XIII; existe evidencia de que fue punto de partida para los peregrinos etíopes en sus viajes a Jerusalén hasta que Selim I conquistó el puerto en 1517. Durante 50 años, Suakin fue residencia del pachá de la provincia otomana de Habesh, la cual incluía Arqiqo y Massawa hasta el final de la dominación otomana.
Sin embargo, la influencia cristiana disminuyó gradualmente después de la caída del reino nubio durante el siglo XIII, y los creyentes o bien fueron muertos o se convirtieron al islam en el siglo XVI, debido al estímulo del vecino Reino de Sennar.